# Bauhinia chalkos
Bauhinia chalkos är en ärtväxtart som beskrevs av John Macqueen Cowan. Bauhinia chalkos ingår i släktet Bauhinia och familjen ärtväxter. Inga underarter finns listade i Catalogue of Life.